# Estakády Heřmaničky
Estakády Heřmaničky jsou tři na sebe navazující dvoukolejné vícepolové mosty na železniční trati Praha – České Budějovice (součást IV. železničního koridoru) v úseku 73 Červený Újezd–Votice v obci Heřmaničky železničním kilometru 107,790, 108,558 a 108,939.

## Historie
Železniční trať České Budějovice – Praha byla uvedena do provozu společností Dráha císaře Františka Josefa v roce 1871. Část tratě byla v roce 1904 zdvoukolejněna a v roce 1971 byla zahájena její elektrizace, která byla kompletně dokončena v roce 2001. V rámci modernizace IV. železničního koridoru probíhá na této trati zdvoukolejnění a úprava pro rychlost vlaků na 160 km/h (respektive na až 200 km/h). Na modernizovaném úseku dlouhém téměř 20 km bylo postaveno 35 mostů, 12 železničních propustků a dva dvoukolejné tunely, Mezno (840 km) a Deboreč (660 km). V pracovním úseku 73 Červený Újezd–Votice byly postaveny čtyři estakády.
V obci Heřmaničky byly postaveny tři mostní estakády o délce 85 m, 180 m a 268 m. Investorem stavby byla Správa železniční dopravní cesty (od roku 2020 Správa železnic), projektantem Sudop Praha a výstavbu provedla společnost OHL ŽS, mostní konstrukce vyrobil podnik MCE Slaný. Stavba byla zahájena na podzim roku 2018. V listopadu 2021 byly provedeny na estakádě zátěžové zkoušky.

## Popis
Vícepolové mosty (estakády) jsou spřažené ocelobetonové mosty s nosnou konstrukcí s horní mostovkou pro převedení bezstykové koleje, společné pro obě koleje. Nosná konstrukce estakád je spojitá s dilatačními závěry pouze na opěrách. Byly vyráběny po částech, které byly dopraveny jako velkorozměrový náklad na staveniště. Z dílů se sestavovaly montážní dílce, které se svařily a v oblasti svarů byly opatřeny protikorozní ochranou. Dílce následně byly uloženy na mezilehlé montážní bárky, svařeny a opatřeny celkovou protikorozní ochranou.

### Železniční most v km 107,790
Most o třech polích přemosťuje bezejmennou vodoteč. Spodní stavba je tvořena dvěma železobetonovými dvoudříkovými pilíři a dvěma opěrami. Mají společný železobetonový základ na plovoucích velkoprůměrových pilotách.
Nosnou konstrukci tvoří dva ocelové plnostěnné nosníky spřažené s železobetonovou vozovkou. Nosná konstrukce byla na spodní stavbu uložena pomocí silničního jeřábu.

### Železniční most v km 108,558
Estakáda má pět mostních polí a překonává místní komunikaci a údolí. Spodní stavba je tvořena čtyřmi pilíři, dvěma opěrami s rovnoběžnými křídly a dvěma samostatnými křídly, která prodlužují pravou stranu opěry číslo 1. Opěry a pilíře jsou založeny na hluboko uložených plovoucích pilotách ve skalním podloží.
Nosná konstrukce má pět polí o rozpětí 33,0 + 3 × 38,0 + 33,0 m tj. 180 m. Pro zajištění rovnoměrného dilatačního pohybu a rozdělení brzdné síly na dva pilíře jsou navrženy ve středním poli tzv. řídící tyče, které nahrazují klasická pevná ložiska. Nosná konstrukce byla na spodní stavbu uložena pomocí silničníoh jeřábu.

### Železniční most v km 108,939
Estakáda má sedm mostních polí a překonává bezejmennou vodoteč a údolí. Spodní stavba je tvořena dvěma opěrami s rovnoběžnými křídly a šesti pilíři, z nich pilíř č. 1 a 6 jsou zdvojené, č. 3 a 4 jsou brzdné zdvojené postavené ve tvaru A. Založení mostu je opět hlubinné na pilotách opřených o skalní podloží, opěra OP1 je založena na plovoucích pilotách ve skalním podloží.
Nosná konstrukce má pět polí rozdělených do tří dilatačních celků o délkách 29,4 m + 185,4 m + 29,4 m tj., celková délka 244,2 m. Rozpětí nosné konstrukce je 28 m + 32 m + 3 × 40 m + 32 m + 28 m. Pro zajištění rovnoměrného dilatačního pohybu a rozdělení brzdné síly na dva pilíře jsou navrženy ve středním poli tzv. řídící tyče. Pod stykem dilatačních celků se nachází pilíř s dvěma páry ložisek a nosné konstrukce jsou spojeny dalším dilatačním závěrem. Nosná konstrukce byla na spodní stavbu uložena výsunem.

### Železniční most v km 109,127
Železniční most o rozpětí 18 m překlenuje silnici III/12139 Heřmaničky–Smilkov. Spodní stavba je tvořena dvěma opěrami s vetknutými křídly.